# SJ Zss 105
Mit der Bezeichnung SJ Zss 105 wurde von der schwedischen Eisenbahngesellschaft Statens Järnvägar (SJ) eine dieselhydraulische Lokomotive beschafft. Sie wurde von SJ zumeist im Übergabedienst und auf Bahnhöfen verwendet.

## Geschichte
Die Zss 105 wurde 1939 von Kalmar Verkstad in Kalmar mit der Fabriknummer 40 mit dieselhydraulischer Kraftübertragung gebaut.
Die Lokomotive hatte ein Führerhaus in der Mitte und zwei Vorbauten, in denen je ein 8-Zylinder-Dieselmotor des Herstellers Scania-Vabis eingebaut war. Das Getriebe wurde von Lysholm-Smith geliefert.

## SJ Zss (I) 105
Da 1940 festgestellt wurde, dass bei der Zweitbelegung der Baureihe Zss durch die SJ Zss 106 bereits diese Lokomotive existierte, wurde sie sehr bald nach deren Lieferung in die neue Baureihe Zss (I) einsortiert, während die 106 zur Baureihe SJ Zss (II) wurde.

## SJ Z6 (I)
Im Rahmen der Nummernplanänderung 1942 für Kleinlokomotiven bei SJ wurden die Lokomotive in die Baureihe SJ Z6 (I) 105 eingereiht.

## SJ Z69 (I)
Die letzte Umzeichnung fand 1956 statt, als die Lokomotive mit der Baureihenbezeichnung Z69 (I) versehen wurde.

## Verbleib
Die Lokomotive wurde 1963 abgestellt und 1966 in Vislanda verschrottet.